# 巴特皮拉瓦特
巴特皮拉瓦特是奥地利下奥地利州根瑟恩多夫县的一个市镇。总面积25.42平方公里，总人口1531人，人口密度60.2人/平方公里（2005年）。